# گوشه بدیع الزمان
گوشه بدیع الزمان، روستایی از توابع بخش مرکزی شهرستان نهاوند در استان همدان ایران است.

## جمعیت
این روستا در دهستان گاماسیاب (نهاوند) قرار دارد و براساس سرشماری مرکز آمار ایران در سال ۱۳۹۵، جمعیت آن ۲۸۷ نفر (۱۰۷خانوار) بوده‌است.